# 红绿柱石
红绿柱石是一种极为罕见的绿柱石，也是地球上最稀有的矿石之一，（p. 19），其红色来自于晶体内部的三价锰离子（Mn3+），其红色可以稳定至1000 °C。它有不同的色调变种，如草莓色、亮宝石色、樱桃色和橙色。
最大的红色绿柱石晶体宽约2厘米、长约5厘米，但大部分晶体的长度不足1厘米。